# Casus sancti Galli
Casus sancti Galli (eigentlich: De origine et diversis casibus monasterii Sancti Galli, deutsch St. Galler Klostergeschichten) ist das in lateinischer Sprache verfasste Werk zur Geschichte der Fürstabtei St. Gallen von ihren Anfängen 614 bis 884. Die Handschrift ist etwa zwischen 880 und 900 entstanden und konzentriert sich besonders auf die Rechte und Besitzansprüche des Klosters. Der Verfasser Ratpert von St. Gallen greift dazu auf die Vita sancti Columbani von Jonas von Bobbio und ältere Hagiographien Gallus’ und Otmars zurück.
Nach der Ersterstellung wurde der Text mit der Casuum sancti Galli continuatio von Ekkehard IV. (St. Gallen) bis etwa ins Jahr 972 fortgeführt und danach anonym mit dem Casuum sancti Galli continuatio secunda bis 1234 weitergeschrieben, sodass damit eine Chronologie von mehr als 600 Jahren vorliegt.

## Titel, Thema und Aufbau
Schon in seiner Vorrede (Preloquium Ekkehardi iunioris) werden seine Wertschätzung und die Fortführung von Ratperts Werk deutlich, aber auch später in den Kapiteln 9, 31 und 38 nimmt er den Verweis zum Vorgänger wieder auf. Sekundärliteratur bezeichnet Ekkehards IV. Schrift mit Textus de origine et diversis casibus monasterii sancti Galli, er selbst bezeichnete es in sinnvoller Verkürzung als Libri de casibus monasterii. Hans F. Haefele und Ernst Tremp bezeichnen den Titel aus heutiger, neuzeitlicher Historiographie «als ungenau; wir würden erwarten: ‹Continuatio casuum sancti Galli›, denn Ekkehard schließt dort an, wo Ratpert geendet hat; die thematische Kontinuität sollte gewahrt werden».: S. 14
Genährt wird diese Mutmassung von Ekkehards Weitläufigkeit und Literaturkenntnis, war er doch gut in den Raum Mainz vernetzt und hatte auch Spuren in Worms, Speyer und Metz hinterlassen.: S. 5 Man kann also annehmen, dass Ekkehard mehr vorhatte, als nur eine Fortsetzung zu schreiben; ihm schwebte etwas Umfassenderes vor. Die Bezeichnung Continuatio ist zu dieser Zeit ungebräuchlich, und es fehlen dafür sämtliche Belege, doch die weitere Fortsetzung anderer (anonymer) Hände behält die Bezeichnung Casus bis ins 14. Jahrhundert bei.: S. 14
| Berichts- zeitraum | Entstehungs- zeitraum | Autor                  |
| ------------------ | --------------------- | ---------------------- |
| 614–884            | 614–884               | Ratbert                |
|                    | 890–972               | Ekkehard IV.           |
|                    | um 1075               | Fortsetzer 1: S. 11–20 |
|                    | 1093 / 1103           | Fortsetzer 2: S. 21–30 |
|                    | nach 1199             | Fortsetzer 3: S. 31–39 |

Diese Fortsetzer haben im Geist ihrer Vorgänger gearbeitet. Fortsetzer 1 beginnt mit «Zunächst beklage ich, weil es am meisten verdriesst, dass unsere Vorfahren, gerechte und verständige Männer, die lobenswürdigen Taten vieler Väter, Aebte und Brüder nicht aufgeschrieben haben, wo doch feststeht, dass sie viel Erwähnenswertes getan und gesagt haben. Lobenswürdig in der Tat und diesem Kloster durchaus angemessen wäre es gewesen, wenn sie unsere alten Schriftsteller zu dem gleichen Thema nachgeahmt hätten, Hartmann nämlich, der das erste Buch geschrieben, und Ratpert, den hochgelehrten Mann, der eben dieses Buch bis in seine Zeit fortgeführt hatte, und Ekkehard auch, den Jüngeren, der mit Salomo einsetzend versprach, dass er bis Norpert alles berichten wolle, jedoch schon bei Notker endete: ob er aber das, was er zu Beginn seines Buches zu erzählen versprach, durch den Tod verhindert nicht ausführte oder ob es, wenn ausgeführt, später verlorenging, wissen wir nicht.»
Sowohl Ratpert als auch Ekkehard bemühen sich um eine thematische Kontinuität ganz im Dienst des Klosters. Insbesondere Ekkehard stellt die Wechselfälle des Schicksals (Casus varii), das «Auf und Ab zwischen Höhen und Tiefen der Geschichte, Glück und Unglück seines Klosters» in den Mittelpunkt seiner Betrachtung. Durch Wiederholungen dieser Begriffspaare steigert er die Beschreibung des Schicksals ins Dramatische und «scheint damit von der klassischen Antike inspiriert».: S. 15–16 So schreibt er beispielsweise im c. 21: «Salomo aber erkannte, dass Fortuna das Spiel ihres Rades nach ihrer Art wieder zurückdrehe …»: S. 183 Boethius, der hier zitiert wird, war von Notker dem Deutschen auf Deutsch übersetzt worden und wurde in Schulen gelesen, dürfte Ekkehard also bekannt gewesen sein.: S. 16–17 Aus Ekkehards Text wird auch deutlich, dass er mit seinem Werk gegen Reformer eintritt, die in St. Gallen «den Zorn Gottes» hervorriefen. «Demgegenüber wollte er mit seinem Werk zeigen, dass die Klostertradition einen Wert besitze. Die Reeltreue und die Einhaltung der Disziplin hätten St. Gallen im 9. und 10. Jahrhundert geprägt, seine Blüte und Kontinuität garantiert.»: S. 25
Interessant ist auch Ekkehards Gewichtung der verschiedenen Themen. Dominant tritt bei ihm in 20 von 147 Kapiteln die Grossvisitation von Otto I. in den 960er Jahren hervor. Bei dieser Visitation kamen 16 Bischöfe und Äbte ins Kloster und versuchten, mit Reformbemühungen Veränderungen hervorzurufen. Er und andere Traditionalisten setzten dabei die regularissimi eines eifrigen Reformers wie beispielsweise die des Sandrad von Trier entgegen, dessen Visionen dem geistigen Gehalt und tieferen Sinn der Benediktsregeln widersprachen. Diese seien besonders in der Blütezeit des Klosters ihre Leitlinien gewesen. Ziel Ekkehards war es nach Haefele und Tremp, «mit diesen Klostergeschichten die regelgetreue Lebensführung in regelgetreuen Räumen der Klausur [zu] beachten, die mönchische Zucht aufrecht[zu]erhalten und die Regel ihres Geists» aufzuzeigen.: S. 26
In der ersten Hälfte des 13. Jahrhunderts bricht die Tradition des Führens einer Chronik ab. In der Mitte des 15. Jahrhunderts werden zwei weitere Handschriften eines Christian Kuchimeister erstellt, die Nüwe Casus Monasterrii Sancti Galli, die heute nur noch in einer Abschrift existieren. Dieses Werk wurde bis ins 17. Jahrhundert mehrfach rezipiert und interpretiert und geht inhaltlich und zeitlich teilweise weit über das Wort Kuchimeisters hinaus. Als Beginn der Aufzeichnung wird die Jahreszahl 1335 genannt. Dieses Werk setzt zwar thematisch die Arbeit des Casus sancti Galli fort, gehört aber nicht mehr zu diesem Werk.